# Phthonosema
Phthonosema là một chi bướm đêm thuộc họ Geometridae.